# Теорема Лёвенгейма — Скулема
Теоремы Лёвенгейма — Скулема — несколько теорем теории моделей, утверждающих существование моделей разных мощностей для теорий первого порядка. Различаются следующие теоремы:
- Теорема Лёвенгейма — Скулема, слабый вариант — непротиворечивая теория первого порядка в не более чем счётном языке имеет счётную модель.[1]
- Теорема Лёвенгейма — Скулема, сильный вариант (подмодельный вариант)
  - счётная версия — каждая бесконечная модель теории первого порядка в не более чем счётном языке имеет счётную элементарную подмодель.[2]
  - несчётная версия — каждая бесконечная модель теории первого порядка в языке {\displaystyle \Sigma } имеет элементарную подмодель мощности меньшей или равной {\displaystyle \max(\aleph _{0},|\Sigma |)}.[3][4]
- Теорема Лёвенгейма — Скулема о повышении мощности — каждая нормальная бесконечная модель мощности {\displaystyle \kappa } имеет нормальное элементарное расширение любой мощности, больше {\displaystyle \kappa }.[3]

 Для отличия первых трёх теорем от последней теоремы используется также название теорема Лёвенгейма — Скулема о понижении мощности. Оно может использоваться как для сильного варианта, так и для слабого . Теорему Лёвенгейма — Скулема о повышении мощности также иногда называют теоремой Лёвенгейма — Скулема — Мальцева'.
Это утверждение впервые сформулировано и доказано в работе Леопольда Лёвенгейма 1915 года. То, насколько доказательство Лёвенгельма корректно и какую именно версию слабую или сильную оно доказывает — дискуссионный вопрос. Общепринятое доказательство сильной версии теоремы было получено Туральфом Скулемом в 1920 году, слабой версии — в 1922 году.

## Слабая теорема Лёвенгейма — Скулема
Слабая версия теоремы Лёвенгейма — Скулема утверждает следующее:
Любая непротиворечивая теория первого порядка со счётной или конечной сигнатурой имеет счётную модель.
Данная теорема не требует аксиомы выбора и может быть доказана в ZF. Её можно доказать при помощи обычного доказательства Хенкина существования модели, наблюдая за мощностью получаемой модели и следя за тем, чтобы нигде не использовалась аксиома выбора.
Стоит понимать, что в приведённой формулировке под словом модель понимается не обязательно нормальная модель. Нормальной счётной модели у такой теории может не быть. К примеру, если в теории есть теорема {\displaystyle \forall x\ \forall y\ x=y}, то любая её модель будет иметь мощность {\displaystyle 1}. Для нормальных моделей слабая теорема Лёвенгейма — Скулема модифицируется так:
Любая непротиворечивая теория первого порядка с равенством со счётной или конечной сигнатурой имеет счётную или конечную нормальную модель.
Эта версия теоремы также может быть доказана в ZF; для её доказательства достаточно взять счётную модель из утверждения выше и факторизовать её по отношению равенства.
Из слабой теоремы Лёвенгейма — Скулема следует такое контринтуитивное на первый взгляд утверждение, как существование счётной модели ZF (в случае её непротиворечивости). Это утверждение называется парадоксом Скулема.

## Сильная теорема Лёвенгельма — Скулема
Сильная версия теоремы Лёвенгейма — Скулема о понижении мощности встречается в двух вариантах: для не более чем счётной сигнатуры и для любой сигнатуры. Первый вариант частный случай второго.

### Счётная или конечная сигнатура
Сильная версия теоремы Лёвенгейма — Скулема для счётной или конечной сигнатуры утверждает следующее:
У любой бесконечной модели теории первого порядка над счётной или конечной сигнатурой есть счётная элементарная подмодель.
Это утверждение обозначается LS. Данная теорема уже не может быть доказана в ZF, она требует дополнительно аксиому зависимого выбора. Более того, сильная теорема Лёвенгейма — Скулема для счётной сигнатуры в ZF эквивалентна аксиоме зависимого выбора, то есть {\displaystyle \operatorname {LS} \Leftrightarrow \operatorname {DC} }.
Набросок доказательства. Пусть структура {\displaystyle {\mathfrak {N}}} является моделью множества формул счётного языка {\displaystyle {\mathcal {L}}}. Построим цепочку подструктур {\displaystyle {\mathfrak {M}}_{n}}, {\displaystyle 1\leqslant n<\infty }. Для каждой формулы {\displaystyle \varphi (x)\in {\mathcal {L}}} такой, что {\displaystyle {\mathfrak {N}}\models \exists x\,\varphi (x)}, обозначим через {\displaystyle b_{\varphi (x)}} произвольный элемент модели, для которого {\displaystyle {\mathfrak {N}}\models \varphi (b_{\varphi })}. Пусть {\displaystyle {\mathfrak {M}}_{1}} — подструктура {\displaystyle {\mathfrak {N}}}, сгенерированная множеством
{\displaystyle \left\{b_{\varphi (x)}\mid {\mathfrak {N}}\models \exists x\,\varphi (x)\right\}.}
Индуктивно определим {\displaystyle {\mathfrak {M}}_{n+1}} как подструктуру, сгенерированную множеством
{\displaystyle \left\{b_{\varphi (x,\;{\bar {a}})}\mid {\mathfrak {N}}\models \exists x\,\varphi (x,\;{\bar {a}}),\;{\bar {a}}\in {\mathfrak {M}}_{n}\right\}.}
Так как количество формул счётно, каждая из подструктур {\displaystyle {\mathfrak {M}}_{n}} счётна. Заметим также, что их объединение удовлетворяет критерию Тарского — Вота и, следовательно, является элементарной подструктурой {\displaystyle {\mathfrak {N}}}, что и завершает доказательство.
Теорема Лёвенгейма — Скулема о понижении мощности в счётном варианте эквивалентна над ZF следующему утверждению: если {\displaystyle M} некоторая бесконечная модель теории над счётной или конечной сигнатурой, {\displaystyle B} её не более чем счётное подмножество, то существует счётная элементарная подмодель {\displaystyle M}, содержащая {\displaystyle B}.
Для случая нормальных моделей теорема может быть переформулирована следующим образом:
У любой бесконечной нормальной модели теории первого порядка с равенством над счётной или конечной сигнатурой есть счётная или конечная элементарная подмодель.
Эта формулировка также эквивалентна над ZF приведённой выше формулировке.

### Произвольная сигнатура
Сильная версия теоремы Лёвенгейма — Скулема для произвольной сигнатуры утверждает следующее:
У любой бесконечной модели теории первого порядка, сигнатура которой имеет бесконечную мощность {\displaystyle \kappa }, есть элементарная подмодель мощности меньшей или равной {\displaystyle \kappa }.
Случай конечной сигнатуры уже рассматривался выше: там в качестве {\displaystyle \kappa } просто берётся {\displaystyle \aleph _{0}}. Иногда, чтобы оба случая покрыть одним утверждением, разрешают сигнатуру любой мощности, а про элементарную подмодель говорят, что она имеет мощность меньшую или равную {\displaystyle \max {\aleph _{0},\kappa }}.
Данная теорема в полном объёме требует для доказательства аксиому выбора. Более точно: пусть {\displaystyle \mu } — некоторый бесконечный кардинал. Обозначим за {\displaystyle \operatorname {LS} (\mu )} следующее утверждение:
Для каждой бесконечной модели некоторой теории первого порядка, мощность сигнатуры которой меньше или равна {\displaystyle \mu }, существует элементарная подмодель, мощность которой меньше или равна {\displaystyle \mu }.
За {\displaystyle \operatorname {AC} _{\mu }} обозначим аксиому выбора для семейств мощности {\displaystyle \mu }, за {\displaystyle \operatorname {AC} _{WO}} — аксиому выбора для вполнеупорядочиваемых семейств, за {\displaystyle \operatorname {DC} } — аксиому зависимого выбора. Тогда над ZF верны следующие эквивалентности:
- для любого алефа {\displaystyle \mu } утверждение {\displaystyle \operatorname {LS} (\mu )} эквивалентно конъюнкции {\displaystyle \operatorname {DC} } и {\displaystyle \operatorname {AC} _{\mu }}[4];
- утверждение «для любого алефа {\displaystyle \mu } выполняется {\displaystyle \operatorname {LS} (\mu )}» эквивалентно {\displaystyle \operatorname {AC} _{WO}};
- утверждение «для любого бесконечного кардинала {\displaystyle \mu } выполняется {\displaystyle \operatorname {LS} (\mu )}» эквивалентно полной аксиоме выбора.[8]

## Теорема Лёвенгейма — Скулема о повышении мощности
Теорема Лёвенгейма — Скулема о повышении мощности утверждает следующее:
Любая бесконечная нормальная модель мощности {\displaystyle \kappa } теории первого порядка с равенством имеет нормальное элементарное расширение любой мощности большей {\displaystyle \kappa }.
Требование бесконечности изначальной модели здесь существенно: вновь пример теории с теоремой {\displaystyle \forall x\ \forall y\ x=y}. Такая теория будет иметь нормальную модель только мощности {\displaystyle 1}. Однако если теория всё же имеет хоть какую-то бесконечную нормальную модель, то эту модель можно расширять до какой угодно мощности. Объединив теорему о повышении мощности с теоремой о понижении мощности, можно увидеть, что для теории, имеющей бесконечную модель, есть модели для любой бесконечной мощности, большей мощности сигнатуры.
Теорема Лёвенгейма — Скулема формулируется именно для нормальных моделей. Для произвольных (не обязательно нормальных) моделей утверждение тривиально: любую модель (даже конечную) можно повысить до любой большей мощности; достаточно просто один любой элемент скопировать нужное число раз и все его копии объявить равными относительно интерпретации предиката равенства. Так как модель не нормальная, от предиката равенства не требуется, чтобы он выполнялся только для равных элементов в модели.